# Großer Senat
Die Großen Senate sind in Deutschland besondere Spruchkörper bei den obersten Gerichtshöfen des Bundes (vgl. Art. 95 GG), die eingerichtet wurden, um die Einheitlichkeit der Rechtsprechung des jeweiligen Bundesgerichtes zu sichern.

## Große Senate

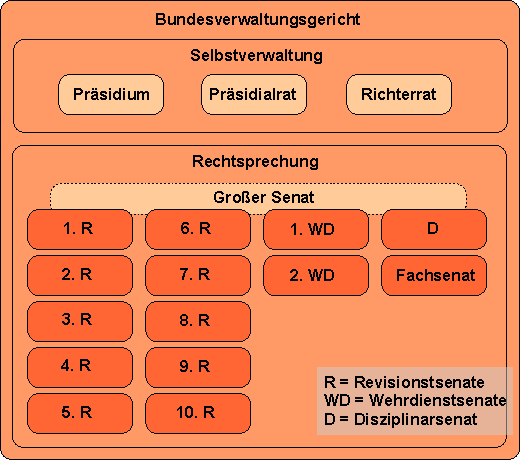
Großer Senat des Bundesverwaltungsgerichts

Bei allen Bundesgerichten besteht jeweils ein Großer Senat; beim Bundesgerichtshof gibt es davon abweichend einen Großen Senat für Zivilsachen und einen Großen Senat für Strafsachen aufgrund der Doppelzuständigkeit des BGH einerseits in Zivilsachen andererseits in Strafsachen.
Die Großen Senate bestehen in der Regel aus dem Präsidenten des jeweiligen Bundesgerichts, die kraft Gesetzes den Vorsitz führen, sowie einem Mitglied jedes Senats, teilweise gibt es weitere Mitglieder.
Will ein Senat eine Rechtsfrage anders beantworten, als dies ein anderer Senat in einer früheren Entscheidung getan hat (und bleibt der andere Senat auf Nachfrage bei seiner ursprünglichen Entscheidung), so legt er die Rechtsfrage dem Großen Senat vor, der dann das Problem für diesen Einzelfall bindend entscheidet. Dieses Verfahren ist auch einzuhalten, wenn ein Senat von der Rechtsprechung des Großen Senats abweichen will.
Rechtsgrundlagen
- Bundesarbeitsgericht (BAG): § 45 des Arbeitsgerichtsgesetzes (ArbGG)
- Bundesfinanzhof (BFH): § 11 der Finanzgerichtsordnung (FGO)
- Bundesgerichtshof (BGH) [in Zivilsachen: § 132 des Gerichtsverfassungsgesetzes (GVG); in Strafsachen: § 132 GVG]
- Bundessozialgericht (BSG): § 41 des Sozialgerichtsgesetzes (SGG).
- Bundesverwaltungsgericht (BVerwG): § 11 der Verwaltungsgerichtsordnung (VwGO)

## Vereinigte Große Senate
Sollten Rechtsfragen zwischen den Zivil- und den Strafsenaten des Bundesgerichtshofs unterschiedlich beantwortet werden, so soll die Frage den Vereinigten Großen Senaten vorgelegt werden (§ 132 GVG). Eine rein zwischen Zivilsenaten des Bundesgerichtshofs abweichend beurteilte Rechtsfrage würde dagegen nicht den Vereinigten Großen Senaten, sondern dem Großen Senat für Zivilsachen vorgelegt. Entsprechendes gilt für Abweichungen innerhalb der Strafsenate: Diese werden vom Großen Senat für Strafsachen entschieden.

## Gemeinsamer Senat der obersten Gerichtshöfe des Bundes
Hauptartikel: Gemeinsamer Senat der obersten Gerichtshöfe des Bundes
Zur Wahrung der Einheitlichkeit der Rechtsprechung zwischen den verschiedenen Bundesgerichten wurde mit dem Gesetz zur Wahrung der Einheitlichkeit der Rechtsprechung der obersten Gerichtshöfe des Bundes ein Gemeinsamer Senat der obersten Gerichtshöfe des Bundes gebildet (Art. 95 Abs. 3 Satz 2 GG). Der Gemeinsame Senat soll jedoch nicht anstelle des erkennenden obersten Gerichtshofs den gesamten Prozess erledigen; er entscheidet nur über die strittige Rechtsfrage (§ 15 Abs. 1 Satz 1 RsprEinhG) und damit nur insoweit, als es im Einzelfall für die Beseitigung einer Divergenz in der Rechtsprechung der obersten Gerichtshöfe erforderlich ist. Er ist keine Superrevisionsinstanz.